# 49 Aurigae
49 Aurigae, som är stjärnans Flamsteed-beteckning, är en ensam stjärna i den norra delen av stjärnbilden Kusken. Den har en lägsta skenbar magnitud på ca 5,26 och är svagt synlig för blotta ögat där ljusföroreningar ej förekommer. Baserat på parallaxmätning inom Hipparcosuppdraget på ca 4,8 mas, beräknas den befinna sig på ett avstånd på ca 370 ljusår (ca 113 parsek) från solen. Den rör sig bort från solen med en heliocentrisk radialhastighet av ca 17 km/s och var som närmast 149 ljusår från solen för 5,5 miljoner år sedan. Med stjärnans position nära ekliptikan är den föremål för ockultationer med månen.

## Egenskaper
49 Aurigae är en blå till vit stjärna i huvudserien av spektralklass A0 Vnn, där suffixnoten anger att den har ”diffusa” spektrallijner till följd av snabb rotation. Den har en radie som är ca 2,3 solradier och utsänder ca 3,3 gånger mera energi än solen från dess fotosfär vid en effektiv temperatur på ca 8 800 K.
49 Aurigae är en variabel stjärna, som varierar mellan visuell magnitud +5,05 och 5,27 utan någon påvisad periodicitet.